# Coppa Italia 2008-2009 (pallavolo femminile)
La Coppa Italia di pallavolo femminile 2008-2009 è stata la 31ª edizione della coppa nazionale d'Italia e si è svolta dal 22 ottobre 2008 all'8 febbraio 2009. Alla competizione hanno partecipato 14 squadre e la vittoria finale è andata per la prima volta al Robursport Volley Pesaro.

## Squadre partecipanti
| - Bergamo - Busto Arsizio - Castellana Grotte - Cesena - Chieri - Spes Conegliano - Giannino Pieralisi | - Asystel - Villanterio - Sirio Perugia - Robursport Pesaro - Santeramo - Sassuolo - Vicenza |

## Torneo

### Tabellone
|  | Quarti di finale   | Quarti di finale   | Quarti di finale |               |                   | Semifinali        | Semifinali | Semifinali |  |  | Finale | Finale | Finale |  |
|  |                    |                    |                  |               |                   |                   |            |            |  |  |        |        |        |  |
|  | Robursport Pesaro  | Robursport Pesaro  | 3                |               |                   |                   |            |            |  |  |        |        |        |  |
|  | Robursport Pesaro  | Robursport Pesaro  | 3                |               |                   |                   |            |            |  |  |        |        |        |  |
|  | Spes Conegliano    | Spes Conegliano    | 0                |               |                   |                   |            |            |  |  |        |        |        |  |
|  | Spes Conegliano    | Spes Conegliano    | 0                |               | Robursport Pesaro | Robursport Pesaro | 3          |            |  |  |        |        |        |  |
|  |                    |                    |                  |               | Robursport Pesaro | Robursport Pesaro | 3          |            |  |  |        |        |        |  |
|  |                    |                    | Busto Arsizio    | Busto Arsizio | 0                 |                   |            |            |  |  |        |        |        |  |
|  | Giannino Pieralisi | Giannino Pieralisi | Busto Arsizio    | Busto Arsizio | 0                 | 2                 |            |            |  |  |        |        |        |  |
|  | Giannino Pieralisi | Giannino Pieralisi |                  |               |                   |                   |            |            |  |  |        |        |        |  |
|  | Busto Arsizio      | Busto Arsizio      | 3                |               |                   |                   |            |            |  |  |        |        |        |  |
|  | Busto Arsizio      | Busto Arsizio      | 3                |               | Robursport Pesaro | Robursport Pesaro | 3          |            |  |  |        |        |        |  |
|  |                    |                    |                  |               |                   |                   |            |            |  |  |        |        |        |  |
|  |                    |                    | Asystel          | Asystel       | 0                 |                   |            |            |  |  |        |        |        |  |
|  | Asystel            | Asystel            | Asystel          | Asystel       | 0                 | 3                 |            |            |  |  |        |        |        |  |
|  | Asystel            | Asystel            |                  |               |                   |                   |            |            |  |  |        |        |        |  |
|  | Sassuolo           | Sassuolo           | 1                |               |                   |                   |            |            |  |  |        |        |        |  |
|  | Sassuolo           | Sassuolo           | 1                |               | Asystel           | Asystel           | 3          |            |  |  |        |        |        |  |
|  |                    |                    |                  |               | Asystel           | Asystel           | 3          |            |  |  |        |        |        |  |
|  |                    |                    | Bergamo          | Bergamo       | 1                 |                   |            |            |  |  |        |        |        |  |
|  | Bergamo            | Bergamo            | Bergamo          | Bergamo       | 1                 | 3                 |            |            |  |  |        |        |        |  |
|  | Bergamo            | Bergamo            |                  |               |                   |                   |            |            |  |  |        |        |        |  |
|  | Castellana Grotte  | Castellana Grotte  | 0                |               |                   |                   |            |            |  |  |        |        |        |  |

### Risultati

#### Prima fase

##### Andata
| 22 ottobre 2008 - ore 20:30 Palazzetto Carisport, Cesena        | Cesena            | 3 - 2 | Sassuolo           | 22-25, 25-17, 26-28, 25-18, 22-20 |
| 22 ottobre 2008 - ore 20:30 Pala167, Castellana Grotte          | Castellana Grotte | 3 - 1 | Asystel            | 25-14, 24-26, 25-14, 25-15        |
| 22 ottobre 2008 - ore 20:30 Zoppas Arena, Conegliano            | Spes Conegliano   | 1 - 3 | Giannino Pieralisi | 19-25, 26-24, 20-25, 16-25        |
| 22 ottobre 2008 - ore 20:30 PalaRavizza, Pavia                  | Pavia             | 3 - 0 | Sirio Perugia      | 25-16, 25-23, 25-14               |
| 22 ottobre 2008 - ore 20:30 PalaMaddalene, Chieri               | Chieri            | 0 - 3 | Busto Arsizio      | 20-25, 18-25, 15-25               |
| 22 ottobre 2008 - ore 20:30 Palasport Città di Vicenza, Vicenza | Vicenza           | 3 - 1 | Santeramo          | 23-25, 27-25, 26-24, 25-23        |

##### Ritorno
| 29 ottobre 2008 - ore 20:30 PalaPaganelli, Sassuolo        | Sassuolo           | 1 - 3 | Cesena            | 25-23, 22-25, 21-25, 24-26        |
| 29 ottobre 2008 - ore 20:30 Sporting Palace, Novara        | Asystel            | 3 - 1 | Castellana Grotte | 20-25, 25-20, 26-24, 25-21        |
| 29 ottobre 2008 - ore 20:30 PalaTriccoli, Jesi             | Giannino Pieralisi | 2 - 3 | Spes Conegliano   | 25-21, 27-29, 19-25, 25-16, 12-15 |
| 29 ottobre 2008 - ore 20:30 PalaEvangelisti, Perugia       | Sirio Perugia      | 3 - 1 | Pavia             | 25-20, 25-21, 19-25, 25-18        |
| 29 ottobre 2008 - ore 20:30 PalaYamamay, Busto Arsizio     | Busto Arsizio      | 2 - 3 | Chieri            | 25-20, 22-25, 17-25, 25-18, 8-15  |
| 29 ottobre 2008 - ore 20:30 PalaCooper, Santeramo in Colle | Santeramo          | 3 - 1 | Vicenza           | 22-25, 25-18, 25-19, 25-14        |

#### Ottavi di finale

##### Andata
| 19 novembre 2008 - ore 20:30 Adriatic Arena, Pesaro         | Robursport Pesaro  | 3 - 0 | Cesena        | 25-18, 25-11, 25-13               |
| 19 novembre 2008 - ore 20:30 PalaTriccoli, Jesi             | Giannino Pieralisi | 3 - 0 | Asystel       | 25-21, 25-22, 25-19               |
| 19 novembre 2008 - ore 20:30 PalaRavizza, Pavia             | Pavia              | 2 - 3 | Busto Arsizio | 22-25, 18-25, 25-17, 25-19, 11-15 |
| 19 novembre 2008 - ore 20:30 PalaCooper, Santeramo in Colle | Santeramo          | 2 - 3 | Bergamo       | 17-25, 25-23, 21-25, 25-23, 10-15 |

##### Ritorno
| 26 novembre 2008 - ore 20:30 Palazzetto Carisport, Cesena | Cesena        | 0 - 3 | Robursport Pesaro  | 12-25, 21-25, 22-25        |
| 26 novembre 2008 - ore 20:30 Sporting Palace, Novara      | Asystel       | 3 - 1 | Giannino Pieralisi | 24-26, 25-22, 25-18, 25-15 |
| 26 novembre 2008 - ore 20:30 PalaYamamay, Busto Arsizio   | Busto Arsizio | 3 - 0 | Pavia              | 25-21, 25-23, 28-26        |
| 26 novembre 2008 - ore 20:30 PalaNorda, Bergamo           | Bergamo       | 3 - 0 | Santeramo          | 25-23, 25-20, 25-22        |

#### Quarti di finale
| 6 febbraio 2009 - ore 12:00 Palasele, Eboli | Robursport Pesaro  | 3 - 0 | Spes Conegliano   | 25-13, 25-13, 25-20               |
| 6 febbraio 2009 - ore 16:15 Palasele, Eboli | Asystel            | 3 - 1 | Sassuolo          | 19-25, 27-25, 25-15, 25-22        |
| 6 febbraio 2009 - ore 18:30 Palasele, Eboli | Giannino Pieralisi | 2 - 3 | Busto Arsizio     | 28-26, 19-25, 21-25, 25-22, 16-18 |
| 6 febbraio 2009 - ore 20:45 Palasele, Eboli | Bergamo            | 3 - 0 | Castellana Grotte | 25-14, 25-17, 25-21               |

#### Semifinali
| 7 febbraio 2009 - ore 16:15 Palasele, Eboli | Robursport Pesaro | 3 - 0 | Busto Arsizio | 25-22, 25-14, 25-15        |
| 7 febbraio 2009 - ore 18:30 Palasele, Eboli | Asystel           | 3 - 1 | Bergamo       | 25-22, 23-25, 25-23, 28-26 |

#### Finale
| 8 febbraio 2009 - ore 16:15 Palasele, Eboli | Robursport Pesaro | 3 - 0 | Asystel | 26-24, 25-23, 25-19 |